# Cheilosia promethea
Cheilosia promethea är en tvåvingeart som beskrevs av Hull och Fluke 1950. Cheilosia promethea ingår i släktet örtblomflugor, och familjen blomflugor.
Artens utbredningsområde är Kalifornien. Inga underarter finns listade i Catalogue of Life.